# مرحله مقدماتی لیگ قهرمانان اقیانوسیه ۲۰۱۹
مرحله مقدماتی لیگ قهرمانان اقیانوسیه ۲۰۱۹ از ۲۶ ژانویه تا ۱ فوریه ۲۰۱۹ برگزار شد. در مجموع چهار تیم در مرحله مقدماتی برای تعیین دو سهمیه از ۱۶ سهمیه در مرحله گروهی لیگ قهرمانان اقیانوسیه ۲۰۱۹ به رقابت پرداختند.

## قرعه کشی
قرعه کشی مرحله مقدماتی در ۱۳ نوامبر ۲۰۱۸ در مقر اواف‌سی در اوکلند، نیوزیلند برگزار شد. چهار تیم حاضر در مرحله مقدماتی به صورت نوبت‌گردشی در یک مکان متمرکز با یکدیگر بازی کردند.
| تیم میزبان         | تیم‌های باقی مانده                      |
| ------------------ | -------------------------------------- |
| - توپاپا مارائرنگا | - پاگو یوث - کیوی - لوتوهاآپای یونایتد |

## فرمت
چهار تیم حاضر در مرحله مقدماتی به صورت نوبت‌گردشی در یک مکان متمرکز با یکدیگر بازی کردند. تیم‌های اول و دوم به مرحله گروهی راه یافتند تا به ۱۴ شرکت کننده مستقیم بپیوندند. بر اساس قرعه کشی مرحله گروهی:
- تیم اول به گروه D راه می‌یابد.
- تیم دوم به گروه C راه می‌یابد.

## برنامه مسابقات
| مرحله  | تاریخ          |
| ------ | -------------- |
| هفته ۱ | ۲۶ ژانویه ۲۰۱۹ |
| هفته ۲ | ۲۹ ژانویه ۲۰۱۹ |
| هفته ۳ | ۱ فوریه ۲۰۱۹   |

## مسابقات
| تیم                  | بازی | برد | تساوی | باخت | گل‌زده | گل‌خورده | تفاضل‌گل | امتیاز | صلاحیت      |
| -------------------- | ---- | --- | ----- | ---- | ----- | ------- | ------- | ------ | ----------- |
| توپاپا مارائرنگا (م) | ۳    | ۳   | ۰     | ۰    | ۱۰    | ۳       | ۷+      | ۹      | مرحله گروهی |
| کیوی                 | ۳    | ۲   | ۰     | ۱    | ۱۴    | ۸       | ۶+      | ۶      | مرحله گروهی |
| لوتوهاآپای یونایتد   | ۳    | ۱   | ۰     | ۲    | ۷     | ۱۴      | ۷-      | ۳      |             |
| پاگو یوث             | ۳    | ۰   | ۰     | ۳    | ۵     | ۱۱      | ۶-      | ۰      |             |

| پاگو یوث | ۱–۵ | لوتوهاآپای یونایتد |
| -------- | --- | ------------------ |
|          |     |                    |

| توپاپا مارائرنگا | ۴–۱ | کیوی |
| ---------------- | --- | ---- |
|                  |     |      |

| کیوی | ۴–۳ | پاگو یوث |
| ---- | --- | -------- |
|      |     |          |

| توپاپا مارائرنگا | ۴–۱ | لوتوهاآپای یونایتد |
| ---------------- | --- | ------------------ |
|                  |     |                    |

| لوتوهاآپای یونایتد | ۱–۹ | کیوی |
| ------------------ | --- | ---- |
|                    |     |      |

| توپاپا مارائرنگا | ۲–۱ | پاگو یوث |
| ---------------- | --- | -------- |
|                  |     |          |